# Ана, Паулина де
Паулина Мария де Ана (нем. Pauline Maria de Ahna, в замужестве Паулина Штраус, нем. Pauline Strauss; 4 февраля 1863, Ингольштадт — 13 мая 1950, Гармиш-Партенкирхен) — немецкая оперная певица (сопрано). Дочь баварского генерала Адольфа де Ана, племянница скрипача Генриха де Ана и оперной певицы Элеоноры де Ана. Жена композитора Рихарда Штрауса.
В 1887 г., будучи начинающей оперной певицей в Мюнхене, Паулина де Ана была представлена Штраусу, чтобы тот дал ей несколько уроков. После знакомства она последовала за ним в Веймар в качестве ученицы, в 1890 г. дебютировала на веймарской оперной сцене, 10 мая 1894 года исполнила партию Фрайхильды в премьерной постановке первой оперы Штрауса «Гунтрам», а 10 сентября обвенчалась с композитором в Марквартштайне.
Певческая карьера Паулины Штраус продолжалась до 1906 года, преимущественно в камерном репертуаре; многие песни Штрауса написаны для неё. Кроме того, отношения с женой, отличавшейся своенравием, служили для Штрауса неиссякаемым источником вдохновения — вплоть до оперы «Интермеццо», либретто которой, созданное самим композитором, довольно точно воспроизводит действительный эпизод его семейной жизни, когда доставленная в дом Штрауса по ошибке, в бытность его на гастролях, записка от незнакомой женщины побудила его жену начать бракоразводный процесс.
С началом войны Штраус и Паулина перебрались в Гармиш-Партенкирхен, в свой баварский загородный дом. Им обоим было уже далеко за семьдесят, и они зависели от помощи верных слуг